# Součinové pravidlo
Součinové pravidlo v diferenciálním počtu je vzorec používaný pro derivaci součinu dvou nebo více funkcí. Může být zapsáno takto:
{\displaystyle (f\cdot g)'=f'\cdot g+f\cdot g'\,\!}.
nebo v Leibnizově notaci takto:
{\displaystyle {\dfrac {d}{dx}}(u\cdot v)=u\cdot {\dfrac {dv}{dx}}+v\cdot {\dfrac {du}{dx}}}.
V notaci diferenciálů je lze zapsat takto:
{\displaystyle d(uv)=u\,dv+v\,du}.
Derivace součinu tří funkcí je:
{\displaystyle {\dfrac {d}{dx}}(u\cdot v\cdot w)={\dfrac {du}{dx}}\cdot v\cdot w+u\cdot {\dfrac {dv}{dx}}\cdot w+u\cdot v\cdot {\dfrac {dw}{dx}}}.

## Objev
Objev tohoto pravidla je připisován Gottfriedu Leibnizovi, který jej dokázal pomocí diferenciálů. Ale Child (2008) dokazuje, že autorem je Isaac Barrow. Zde je Leibnizův důkaz: Nechť u(x) a v(x) jsou dvě derivovatelné funkce proměnné x. Pak derivace uv je
{\displaystyle {\begin{aligned}d(u\cdot v)&{}=(u+du)\cdot (v+dv)-u\cdot v\\&{}=u\cdot dv+v\cdot du+du\cdot dv.\end{aligned}}}
Protože term du·dv je „zanedbatelný“ (v porovnání s du a dv), Leibniz odvodil, že
{\displaystyle d(u\cdot v)=v\cdot du+u\cdot dv\,\!}
a toto je vskutku diferenciální tvar součinového pravidla. Jeho vydělením diferenciálem dx získáme
{\displaystyle {\frac {d}{dx}}(u\cdot v)=v\cdot {\frac {du}{dx}}+u\cdot {\frac {dv}{dx}}\,\!}
což lze také zapsat v Lagrangeově notaci jako
{\displaystyle (u\cdot v)'=v\cdot u'+u\cdot v'.\,\!}

## Příklady
- Předpokládejme, že chceme derivovat ƒ(x) = x2 sin(x). Použitím součinového pravidla, dostaneme derivaci ƒ '(x) = 2x sin(x) + x2cos(x) (protože derivace funkce x2 je 2x a derivace funkce sin(x) je cos(x)).
- Speciálním případem součinového pravidla je pravidlo násobení konstantou, které říká:, jestliže c je reálné číslo a ƒ(x) je derivovatelná funkce, pak cƒ(x) je také derivovatelná a jeho derivace je (c × ƒ)'(x) = c × ƒ '(x). Je to důsledek součinového pravidla, protože derivace libovolné konstanty je nula. Z tohoto pravidla a součtového pravidla pro derivaci plyne, že derivace je lineární.
- Pravidlo pro integraci per partes je odvozeno ze součinového pravidla, stejně jako (slabá verze) podílového pravidla. („slabá“ verze nedokazuje, že je podíl derivovatelný, ale pouze říká, jaká je jeho derivace, pokud derivovatelný je.)

## Řetízkové pravidlo
Součinové pravidlo můžeme považovat za speciální případ řetízkového pravidla pro více proměnných.
{\displaystyle {d(ab) \over dx}={\frac {\partial (ab)}{\partial a}}{\frac {da}{dx}}+{\frac {\partial (ab)}{\partial b}}{\frac {db}{dx}}=b{\frac {da}{dx}}+a{\frac {db}{dx}}.\,}